# 斯特雷克氨基酸合成反应
斯特雷克氨基酸合成（斯特雷克法）以发现者阿道夫·斯特雷克命名，是一种常用的合成氨基酸的方法。用醛（或酮）与氯化铵和氰化钾混合水溶液反应，生成α-氨基腈，再经水解，得到氨基酸。
该法起初是用氢氰酸和氨作试剂，但经尼古拉·泽林斯基改进后，用氯化铵和氰化钾代替了氢氰酸和氨，从而避免了直接使用氰化氢或氰化铵，反应后得到同样的产物。用氯化铵时反应生成伯胺；若用伯胺或仲胺反应，生成取代的氨基酸。用酮反应时，得到α,α-二取代的氨基酸。
一般Strecker合成得到外消旋氨基酸，但最近有人利用不对称手性辅助剂或催化剂，用这个反应成功合成了手性氨基酸。

## 反应机理
反应首先发生氨对羰基的加成，质子转移，得到半氨醛（即α-氨基醇）。质子化，水离去，氰离子进攻生成的亚胺离子，生成氰胺。而后氰胺水解为氨基酸。
| Strecker synthesis part I |  | Strecker synthesis part I |
| 机理（I）                 |  | 机理（II）                |